# 平井和子
平井 和子（ひらい かずこ）は、日本の歴史学者。専門は近現代日本女性史、ジェンダー史。元一橋大学客員教授。山川菊栄賞等受賞。

## 人物・経歴
広島県広島市生まれ。立命館大学文学部卒業後、中等教育の教員となる。1997年静岡大学教育学部社会科教育修士課程修了。2014年一橋大学大学院社会学研究科博士課程修了、博士（社会学）。
公立中学校や高校講師をしながら、静岡県東部で自立して働く金山の選鉱婦や海女、助産師といった女性たちの話を記録した。静岡大学大学院で荒川章二に師事し、静岡県史や静岡県東部の自治体史の編纂を手伝った。2000年代以降、一橋大学大学院の吉田裕らのもとで占領期の女性史研究に取り組んだ。
静岡大学非常勤講師、大妻女子大学非常勤講師を経て、一橋大学大学院社会学研究科特任講師や、一橋大学客員教授、一橋大学ジェンダー社会科学研究センター客員研究員を務めた。
専門は、近現代女性史、ジェンダー史。2003年度静岡県男女共同参画社会づくり活動に関する知事褒賞受賞。博士論文をまとめた『日本占領とジェンダー　米軍・売買春と日本女性たち』で2014年度山川菊栄賞受賞。贈呈式と記念スピーチは2015年2月28日にＹＭＣＡアジア青少年センターで行われた。同書では、太平洋戦争敗戦直後、占領軍の兵士向けに日本各地で作られた慰安所や、パンパンと呼ばれる女性たちの実態から軍隊と性暴力の問題を考えた。御殿場や熱海など静岡県内での聞き取りも行った。

## 著書
- 『西伊豆・土肥の女たち : 聞き書きによる掘り起こし』伊豆郷土史研究会 1985年
- 『「ヒロシマ以後」の広島に生まれて : 女性史・「ジェンダー」…ときどき犬』ひろしま女性学研究所 2007年
- 『日本占領とジェンダー : 米軍・売買春と日本女性たち』有志舎 2014年
- 『戦争と性暴力の比較史へ向けて』（上野千鶴子, 蘭信三と共編）岩波書店 2018年
- 『占領下の女性たち 日本と満洲の性暴力・性売買・「親密な交際」』岩波書店 2023年